# Dimitar Bobtschew
Dimitar Janew Bobtschew (bulgarisch: Димитър Бобчев; * 20. September 1926 in Burgas; † 12. März 2015 ebenda) war ein bulgarischer Radrennfahrer.

## Sportliche Laufbahn
Bobtschew war im Bahnradsport und im Straßenradsport aktiv und nahm an den Olympischen Sommerspielen 1952 in Helsinki teil. Er bestritt mit dem bulgarischen Vierer die Mannschaftsverfolgung und wurde mit seinem Team auf dem 12. Platz klassiert.
Dreimal bestritt Bobtschew die Internationale Friedensfahrt: 1951 wurde er 23., 1952 gewann er die 4. Etappe und wurde 39. der Gesamtwertung, 1954 schied der aus.